# Yanqi
För andra betydelser, se Yanqi (olika betydelser).
Yanqi, tidigare stavat Yenki, är ett autonomt härad för huikineser som lyder under den autonoma prefekturen Bayingolin i Xinjiang-regionen i nordvästra Kina.